# Фирт, Малайка
Малайка Фирт (англ. Malaika Firth; родилась 23 марта 1994, Момбаса) — британская топ-модель кенийского происхождения.
Родилась в кенийском городе Мумбаса в 1994 году, является представителем народности гирьяма. В возрасте семи лет вместе с семьей переехала в Великобританию, в Лондон. В модельный бизнес попала после того, как её мать, воодушевленная рекламным фильмом одного из модельных агентств, позвонила туда и договорилась о кастинге дочери,. По результатам открытого конкурса Малайка подписала первый контракт, на момент подписания ей было семнадцать лет. На большом подиуме дебютировала в 2012 году на недели моды в Нью-Йорке. Широкое внимание привлекло к себе появление модели на показе Prada в 2013 году, это стало первое появление чернокожей модели на показе Prada за последние 20 лет.
В различное время принимала участие в показах: Giles, J.W. Anderson, Topshop, Preen, Burberry, Tory Burch, Jason Wu, Michael Kors, Marc Jacobs, Oscar de la Renta, Diane Von Fürstenberg, Coach, Tommy Hilfiger, Fendi, Roberto Cavalli, Versace, Francesco Scognamiglio, Alberta Ferretti, Etro, Sportmax Code, Blumarine, Salvatore Ferragamo, Emilio Pucci, Prada, Nina Ricci, Chanel, Stella McCartney, Haute Couture, Giambattista Valli, Viktor & Rolf, Lanvin, Valentino, Paco Rabanne, Isabel Marant, Valentino Couture, Barbara Bui, Anthony Vaccarello, Balmain, Louis Vuitton, Giambattista Valli, Vanessa Bruno, Christian Dior и другие.
В 2013 году была приглашена на итоговый показ компании «Victoria’s Secret».